# Stenoxyphus aurantiacus
Stenoxyphus aurantiacus är en insektsart som först beskrevs av Karsch 1896.  Stenoxyphus aurantiacus ingår i släktet Stenoxyphus och familjen Pyrgomorphidae. Inga underarter finns listade i Catalogue of Life.